# Kenta Fukasaku
Kenta Fukasaku (深作 健太, Fukasaku Kenta, Tóquio, 15 de setembro de 1972) é um roteirista e diretor de cinema japonês. Filho do cineasta Kinji Fukasaku e da atriz Sanae Nakahara.

## Filmografia

### Roteirista
- Battle Royale (2000)
- Battle Royale II: Requiem (2003)

### Diretor
- Battle Royale II: Requiem (2003)
- Under the Same Moon (2005)
- Yo-Yo Girl Cop (2006)
- X-Cross (2007)
- We Can't Change the World. But, We Wanna Build a School in Cambodia. (2011)